# Ciento trece
El ciento trece (113) es el número natural que sigue al 112 y precede al 114.

## Propiedades
- El 113 es el 30.º número primo, después de 109 y antes de 127.
- Por el algoritmo de Euclides, 113 = 28×4 + 1, es de la forma 4j +1, para j número entero.[1]
- Por ser número primo de la forma 4j+1 es igual a una suma de dos cuadrados:  82 + 72 = 113, con base en un teorema de Fermat.[2]
- Interviene en una aproximación racional del número pi; esto es π ≈ 355/113, hallado por el neerlandés Adrian Antonius en 1585, llamado como el número de Metzys[3]

## En química
- El 113 es el número atómico del nihonio.

## Telefonía
- Es el número telefónico de emergencia en Indonesia, Letonia y Noruega.

## Música internacional
- 113 es un grupo de música hip hop francés.